# Kayanu-Hime Corona
La Kayanu-Hime Corona è una struttura geologica della superficie di Venere.